# 東京兄妹
『東京兄妹』（とうきょうきょうだい）は、1995年公開の日本映画。製作会社はライトヴィジョンで、配給はギャガ・コミュニケーションズ。監督は市川準。主演は緒形直人、粟田麗。
今も都電が走る、東京の小さな街で暮らす一組の兄妹の日常生活の風景をスケッチ風に描いたヒューマンドラマ。粟田麗はこの作品が女優デビューとなった。
1995年キネマ旬報ベストテン第2位、読者選出第8位。
2014年7月に幻の映画復刻レーベルDIGから初DVD化された。

## あらすじ
古本屋に勤める兄の日暮健一と写真屋で働く妹の日暮洋子は両親を亡くして以降二人で暮らしていた。健一には桂子という名の恋人がいたが、妹の将来を案じた健一は洋子が成人するまで結婚を待ってほしいと桂子に懇願する。呆れかえった桂子は健一との別れを決意。数日経ったある日、健一は友人で写真家の真を自宅に連れて来た。洋子は真が自分の写真屋にしばしば来店する客であると気づいて驚いた。洋子は真とデートを重ねるうちに本格的に交際を始め、家を飛び出し同棲を始める。

## キャスト
- 日暮健一：緒形直人
- 日暮洋子：粟田麗
- 三村真：手塚とおる
- 近所のおばさん：白川和子
- 林桂子：広岡由里子
- 和菓子屋の女将：角替和枝
- 豆腐屋の主人：小池幸次

## スタッフ
- 監督：市川準
- 助監督：吉川盛史
- 製作：鍋島壽夫
- プロデュース：吉田多喜男
- プロダクションマネージャー：片岡公生
- 脚本：藤田昌裕、猪股敏郎、鈴木秀幸
- 原案：藤田昌裕
- 撮影：川上皓市、小林達比古
- 音楽：梶浦由記、森康哲
- 美術：磯田典宏
- 録音：橋本泰夫
- 照明：中村裕樹
- 編集：荒川鎮雄
- 製作協力：国際メディア・コーポレーション

## 受賞歴
- 第45回ベルリン国際映画祭国際批評家連盟賞
- 第46回芸術選奨文部大臣賞映画部門
- 文化庁優秀映画作品賞